# Victor Margueritte

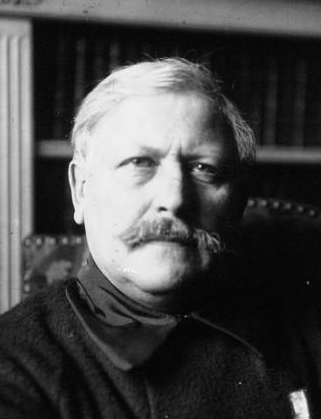
Victor Margueritte, 1918.

Victor Margueritte, född den 1 december 1866 i Blida, Algeriet, död den 23 mars 1942 i Monestier, Frankrike, var en fransk romanförfattare och dramatiker.

## Biografi
Margueritte var son till general Jean-Auguste Margueritte (född 1823), som efter en hedervärd karriär i Algeriet blev dödligt sårad i det stora kavallerislaget vid Sedan, och dog i Belgien  den 6 september 1870.
Margueritte visade intresse för samhällsfrågor och var en stark förespråkare för kvinnors frigörelse och försoning mellan folken, och arbetade särskilt vid La Revue contemporaine d'Édouard Rod. Han stödde mer och mer avancerade sociala vyer och bidrog till tidningar och tidskrifter inom den internationella kommunistiska rörelsen.
Margueritte skrev flera teatraliska "charader" och samarbetade med sin bror Paul på minst en pantomim, La Peur. Hans roman La Garçonne (1922, översatt Ungkarlsflickan, 1923) ansågs så chockerande att det blev orsak till att författaren förlorade Hederslegionen han tilldelats. Romanen blev internationellt uppmärksammad och gav namn åt en ny kvinnotyp.